# Kastanéa (ort i Grekland, Joniska öarna)
Kastanéa (Kastania) är en ort i Grekland.   Den ligger i prefekturen Nomós Kerkýras och regionen Joniska öarna, i den västra delen av landet, 400 km nordväst om huvudstaden Aten. Kastanéa ligger 35 meter över havet och antalet invånare är 787. Den ligger på ön Korfu.
Terrängen runt Kastanéa är platt åt nordost, men åt sydväst är den kuperad. Havet är nära Kastanéa åt nordost. Närmaste större samhälle är Korfu, 4,3 km nordost om Kastanéa. 